# 베르누이 분포
베르누이 분포(Bernoulli Distribution)는 확률 이론 및 통계학에서 주로 사용되는 이론으로, 스위스의 수학자 야코프 베르누이의 이름에 따라 명명되었다. 베르누이 분포는 확률론과 통계학에서 매 시행마다 오직 두 가지의 가능한 결과만 일어난다고 할 때, 이러한 실험을 1회 시행하여 일어난 두 가지 결과에 의해 그 값이 각각 0과 1로 결정되는 확률변수 X에 대해서
{\displaystyle P(X=0)=q}, {\displaystyle P(X=1)=p}, {\displaystyle 0\leq p\leq 1}, {\displaystyle q=1-p}
를 만족하는 확률변수 X가 따르는 확률분포를 의미하며, 이항 분포의 특수한 사례에 속한다.
- 이산 확률 분포
- 이항 분포
- 푸아송 분포

## 같이 보기
- 베르누이 과정